# British Astronomical Association
Pour les articles homonymes, voir BAA.
L’Association britannique d'astronomie (British Astronomical Association, BAA) est la plus ancienne association nationale d'astronomes amateurs au Royaume-Uni.

## Éléments historiques
Fondée à Londres en 1890, elle se donne pour rôle d'encourager l'observation astronomique chez les amateurs, notamment dans le but de couvrir des domaines de recherche délaissés par les observatoires professionnels. Les membres reçoivent deux fois par mois le journal de la BAA. Ils reçoivent également d'autres avantages comme l'accès aux conventions et évènements astronomiques de l'association, aux réunions de l'association, à son matériel technique et à sa bibliothèque.
L'association est composée de plusieurs sections d'observations, spécialisées dans divers aspects de l'astronomie. Elle est également à l'initiative de la Campaign for Dark Skies (en), une campagne d'action et de sensibilisation à propos de la pollution visuelle nocturne.